# Vân Lâm
Huyện Vân Lâm (Bính âm Hoa ngữ: Yúnlín Xiàn; Taigi POJ: Hûn-lîm-koān; Khách Gia PFS: Yùn-lìm-yen) là một huyện ở phía tây tỉnh Đài Loan, Trung Hoa Dân Quốc.

## Hành chính
| Loại      | Tên               | Tiếng Trung | Tiếng Đài Loan | Tiếng Khách Gia |
| --------- | ----------------- | ----------- | -------------- | --------------- |
| Thành phố | Thành phố Đấu Lục | 斗六市      | Táu-la̍k        | Téu-liuk        |
| Trấn      | Bắc Cảng          | 北港鎮      | Pak-káng       | Pet-kóng        |
| Trấn      | Đấu Nam           | 斗南鎮      | Táu-lâm        | Téu-nàm         |
| Trấn      | Hổ Vĩ             | 虎尾鎮      | Hó͘-bóe         | Fú-mî           |
| Trấn      | Thổ Khố           | 土庫鎮      | Thô͘-khò͘        | Thú-khù         |
| Trấn      | Tây Loa           | 西螺鎮      | Sai-lê         | Sî-lô           |
| Hương     | Bao Trung         | 褒忠鄉      | Po-tiong       | Pô-chûng        |
| Hương     | Thích Đồng        | 莿桐鄉      | Chhì-tông      | Tshṳ̀-thùng      |
| Hương     | Đại Bì            | 大埤鄉      | Tōa-pi         | Thai-phî        |
| Hương     | Đông Thế          | 東勢鄉      | Tang-sì        | Tûng-sṳ         |
| Hương     | Nhị Lôn           | 二崙鄉      | Jī-lūn         | Ngi-lûn         |
| Hương     | Cổ Khanh          | 古坑鄉      | Kó͘-kheⁿ        | Kú-hâng         |
| Hương     | Khẩu Hồ           | 口湖鄉      | Kháu-ô͘         | Khiéu-fù        |
| Hương     | Lâm Nội           | 林內鄉      | Nâ-lāi         | Lìm-nui         |
| Hương     | Luân Bối          | 崙背鄉      | Lūn-pòe        | Lûn-poi         |
| Hương     | Mạch Liêu         | 麥寮鄉      | Be̍h-liâu       | Ma̍k-liàu        |
| Hương     | Thủy Lâm          | 水林鄉      | Chúi-nâ        | Súi-lìm         |
| Hương     | Tứ Hồ             | 四湖鄉      | Sì-ô͘           | Si-fù           |
| Hương     | Đài Tây           | 臺西鄉      | Tâi-se         | Thòi-sî         |
| Hương     | Nguyên Trường     | 元長鄉      | Goân-chiáng    | Ngièn-tshòng    |

## Vận chuyển

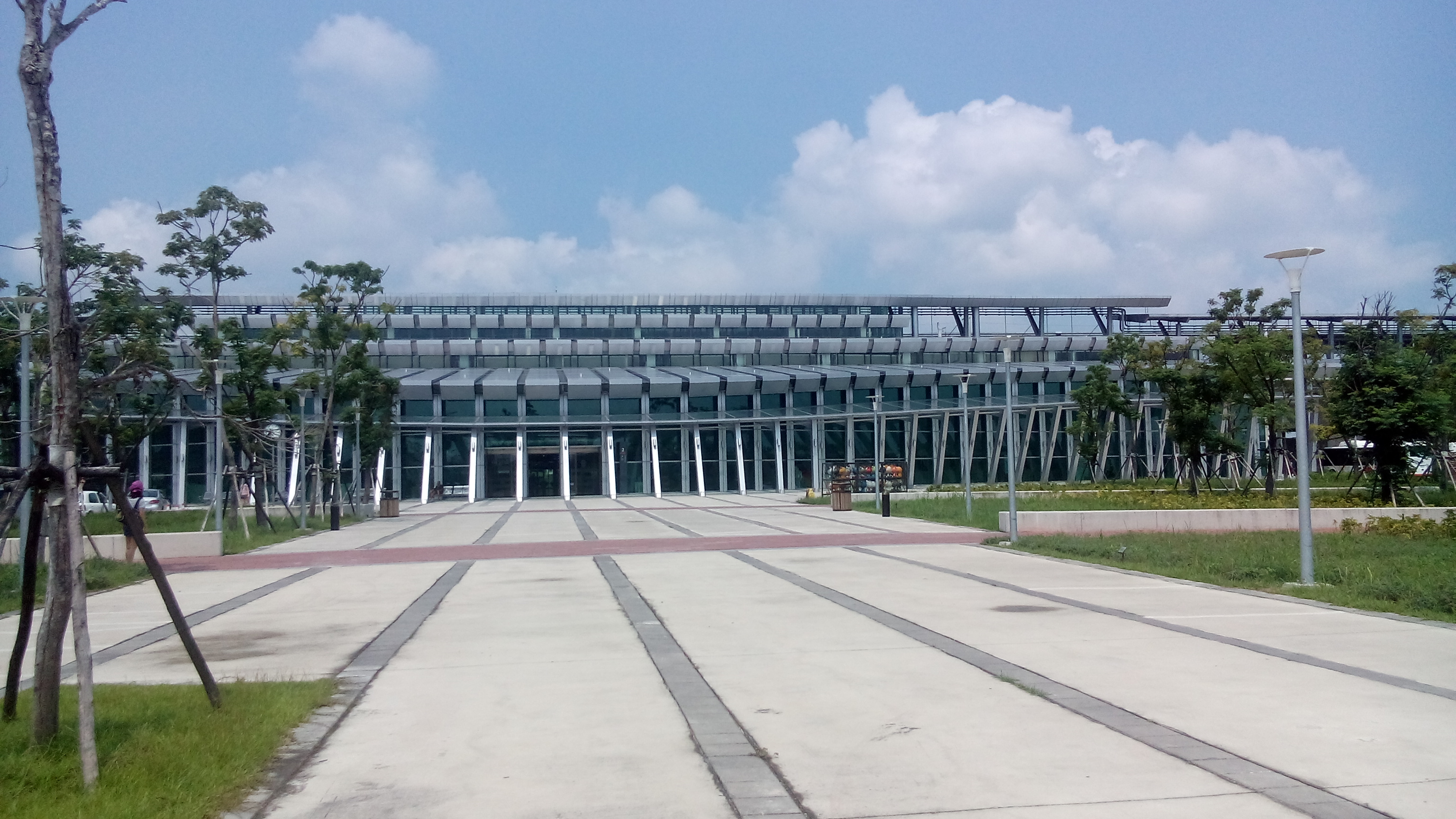
Ga đường sắt cao tốc Vân Lâm

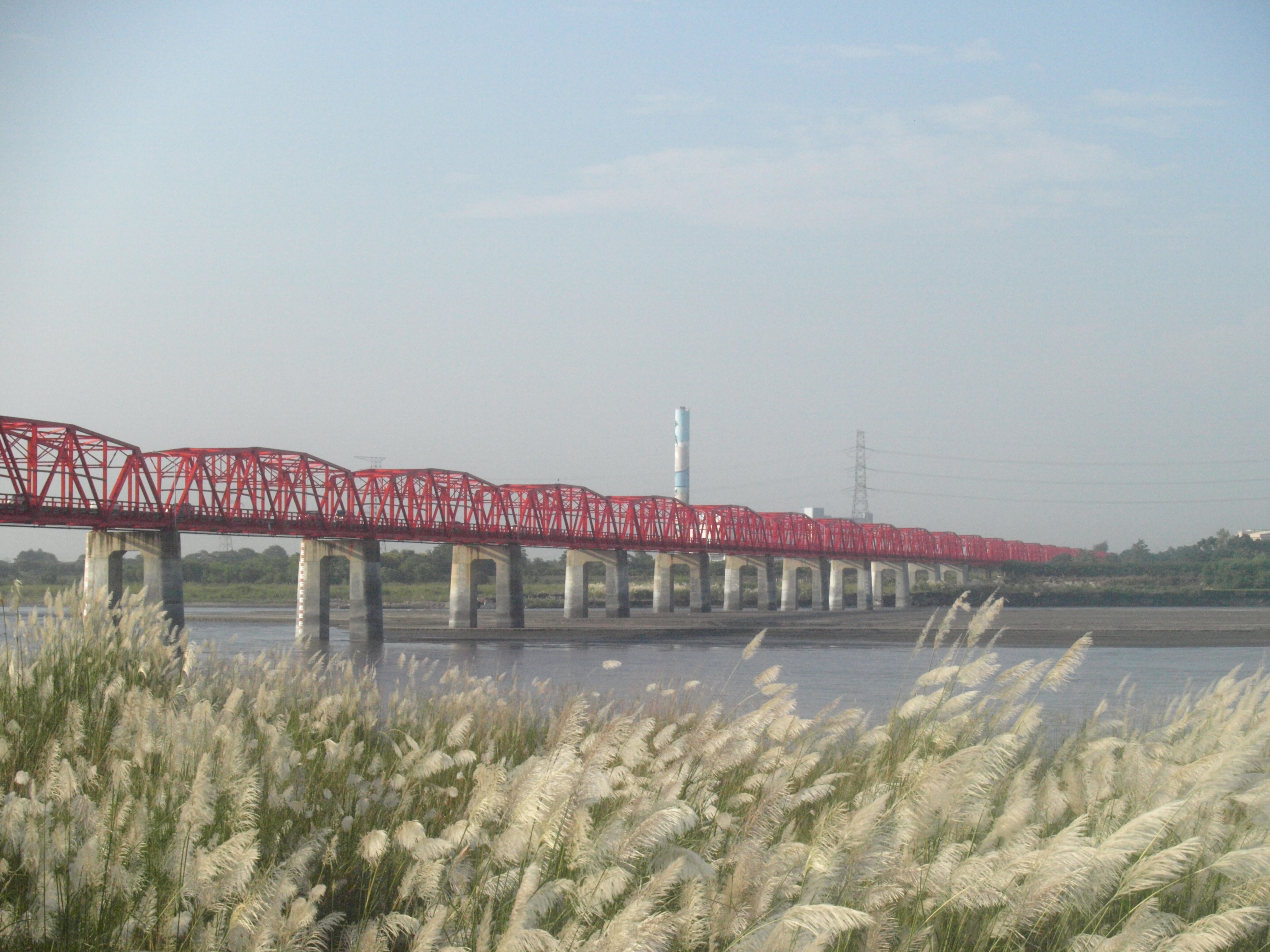
Cầu Tây Loa

### Đường sắt
Ga Vân Lâm (Đường sắt cao tốc Đài Loan) nằm tại Hổ Vĩ. Cục quản lý Đường sắt Đài Loan có nhà ga tại Lâm Nội, Thạch Lựu, Đấu Lục, Đấu Nam và Thạch Quy.

### Hàng không
Huyện Văn Lâm không có sân bay. Sân bay gần nhất là Sân bay Gia Nghĩa nằm ở huyện Gia Nghĩa.